# Catherine-Joséphine Duchesnois
Catherine-Joséphine Duchesnois, pseudonimo di Catherine Joséphine Rafin (Saint-Saulve, 5 giugno 1777 – Parigi, 8 febbraio 1835), è stata un'attrice teatrale francese.

## Biografia

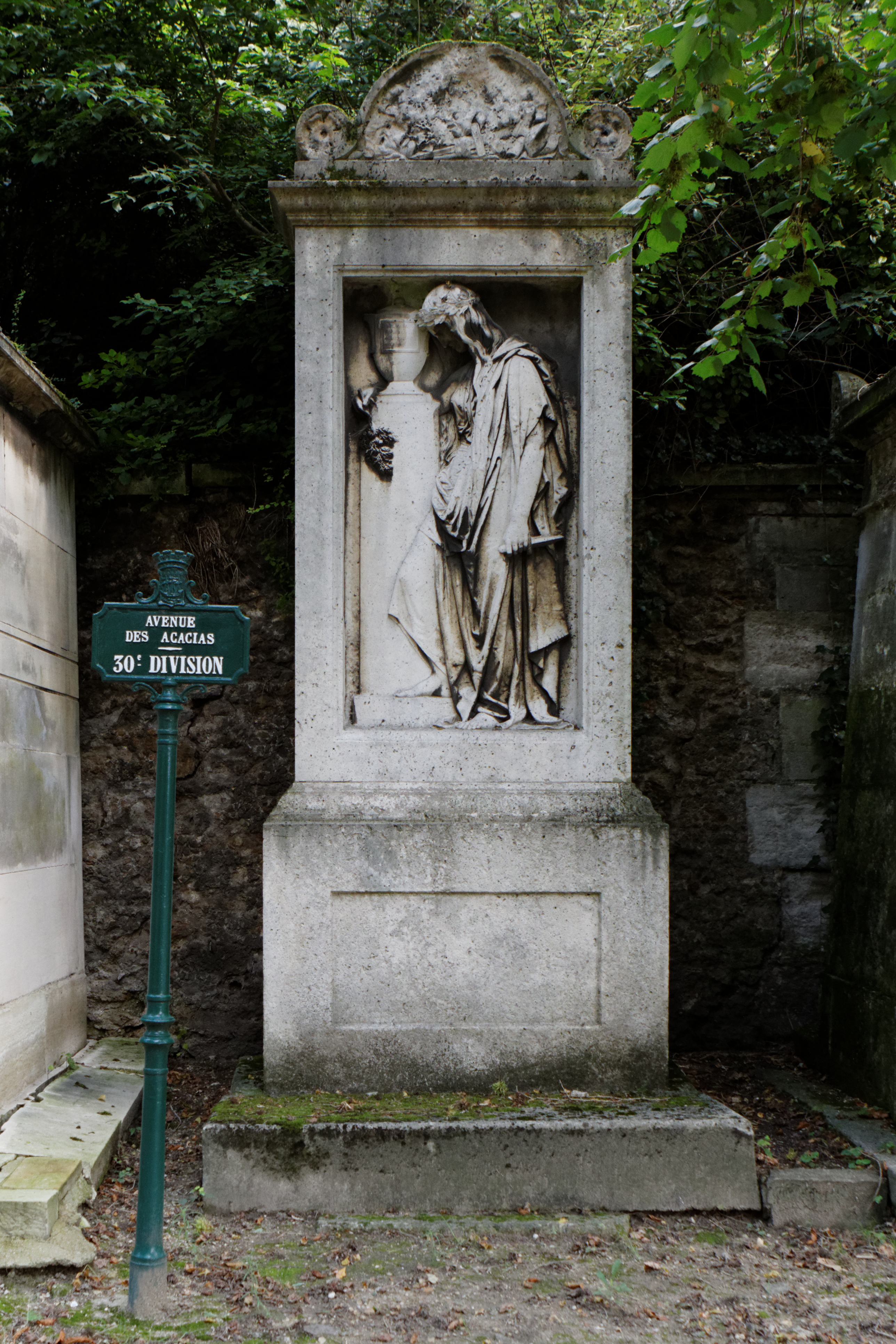
La tomba di Catherine-Joséphine Duchesnois al Père-Lachaise

Di modeste origini, Catherine-Joséphine Duchesnois iniziò la sua carriera recitando in compagnie teatrali di dilettanti, e dopo varî anni di lavoro e di gavetta, fu avviata alla carriera drammatica dal poeta e drammaturgo Gabriel-Marie Legouvé, dopo essersi trasferita a Parigi.
Esordì alla Comédie-Française nel Fedra di Jean Racine, ottenendo un grande successo, che confermò nelle successive recitazioni.
Nel 1804 fu accolta come socia alla Comédie, grazie all'aiuto di Giuseppina Bonaparte, che la oppose a M.lle Georges, amante di Napoleone Bonaparte, provocando la divisione degli spettatori in Georgiense e Carcassiens.
Terminata la rivalità, anche perché quando M.lle Georges si trasferì in Russia, la Duchesnois rimase la prima attrice della Comédie sino al 1833, anno del suo ritiro dal palcoscenico.
Nella commedia classica trovò un successo uguale a quello riportato nel repertorio tragico.

## Teatro
- Andromaca di Jean Racine (1802);
- Bajazet di Jean Racine (1802);
- Fedra di Jean Racine (1802);
- Ifigenia di Jean Racine (1803);
- Polyxène d'Étienne Aignan (1804);
- Cyrus di Marie-Joseph Chénier (1804);
- Mitridate di Jean Racine (1805);
- Esther di Jean Racine (1805);
- Nicomede di Pierre Corneille (1805);
- Atalia di Jean Racine (1806);
- Antiochus Epiphanes d'Auguste Le Chevalier (1806);
- La Mort de Henri IV, roi de France di Gabriel-Marie Legouvé (1806);
- Octavie di Jean-Marie Siouriguères de Saint-Marc (1806);
- Abdélazis et Zuleima di Pierre-Nicolas André de Murville (1807);
- Rodoguna di Pierre Corneille (1807);
- Amleto di William Shakespeare (1807);
- Hector di Jean-Charles-Julien Luce de Lancival (1809);
- Mahomet II di Pierre Baour-Lormian (1811);
- Ninus II di Charles Briffaut (1813);
- Ulysse di Pierre-Antoine Lebrun (1814);
- Jeanne Gray di Charles Brifaut (1815);
- Démétrius d'Étienne-Joseph-Bernard Delrieu (1815);
- Arthur de Bretagne d'Étienne Aignan (1816);
- Germanicus d'Antoine-Vincent Arnault (1817);
- Britannico di Jean Racine (1818);
- Maria Stuart di Friedrich Schiller (1820);
- Jean de Bourgogne di Guilleau de Formont (1820);
- Le Maire du palais di Jacques-François Ancelot (1823);
- Richard III et Jeanne Shore di Népomucène Lemercier (1824);
- Le Siège de Paris di Charles-Victor Prévost d'Arlincourt (1826);
- Le Proscrit ou les Guelfes et les Gibelins d'Antoine-Vincent Arnault (1827);
- Pertinax ou les Prétoriens d'Antoine-Vincent Arnault (1829).